# Deutscher Luftsportverband

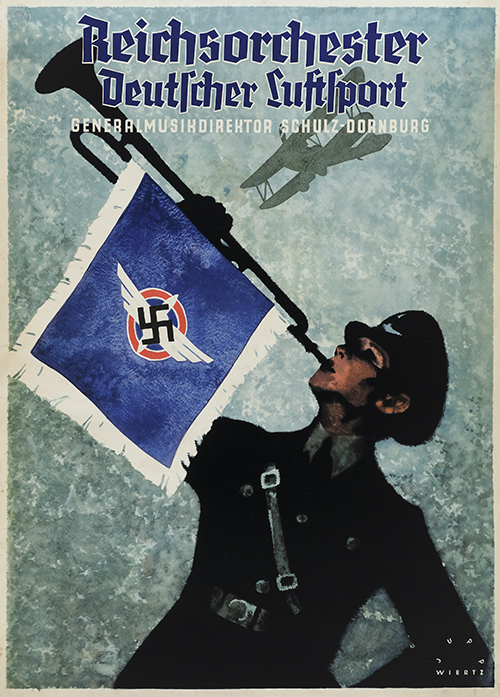
Imagem com o brasão da associação.

Deutscher Luftsportverband (em português: Associação Alemã de Desportos Aéreos) foi uma organização criada pelo governo nacional socialista da Alemanha, em Março de 1933, para estabelecer um base uniforme para o treino militar e instrução de futuros pilotos. O seu presidente era Hermann Göring e o vice-presidente era Ernst Röhm.
A associação foi dissolvida em 1937 e foi substituída pelo Nationalsozialistisches Fliegerkorps (Corpo de Voo Nacional Socialista), uma corporação subordinada a Göring.